# Алексеев (Морозовский район)
Алексе́ев — хутор в Морозовском районе Ростовской области.
Входит в состав Вольно-Донского сельского поселения.

## Население
| 2010 |
| ---- |
| 23   |

## Улицы
На хуторе имеются две улицы: Зелёная и Степная.